# エンリーコ・バッタリン
エンリーコ・バッタリン（Enrico Battaglin、1989年11月17日 - ）は、イタリア、マロースティカ出身の自転車競技（ロードレース）選手。

## 来歴
1981年のブエルタ・ア・エスパーニャとジロ・デ・イタリアで総合優勝を果たした、ジョヴァンニ・バッタリンもマロースティカの出身であるが、直接的な血縁関係はない。

### 2010年
- グラン・プレミオ・サン・ジュゼッペ 優勝
- ジロ・デッレ・レジョーニ 総合優勝
- グラン・プレミオ・カポーダルコ 優勝

### 2011年
- トロフェオ・ズスシュディ 総合優勝
- グラン・プレミオ・サン・ジュゼッペ 優勝
- トロフェオ・チッタ・ディ・ブレシア 優勝
- コッパ・サバティーニ 優勝

### 2013年
- ジロ・デ・イタリア 区間1勝(第4)

### 2014年
- ジロ・デ・イタリア　区間優勝（第14ステージ）

### 2016年
- チーム・ロットNL・ユンボに移籍。

### 2018年
- ジロ・デ・イタリア　区間優勝（第5ステージ）

### 2019年
- カチューシャ・アルペシンに移籍

### 2020年
- バーレーン・マクラーレンに移籍